# كلية هراري العالمية
كلية هراري العالمية (بالإنجليزية: Harari College Worldwide) هي مدرسة ثانوية أمريكية افتراضية مجانية تقدم دبلوم البرنامج الدولي الأمريكي المتقدم (AP) ودورات المدرسة الثانوية بما في ذلك دراسات آسيا (الشرق الأقصى) والدراسات الأوروبية ودراسات الشرق الأوسط. تقدم الكلية أيضًا بعض دورات الإعداد البريطانية (A-Level).

## نبذة
بدأت الكلية في عام 2011 بدورات AP و A-Level و CLEP (برنامج امتحان مستوى الكلية) فقط. وفي عام 2012، تمت إضافة دورات جديدة إلى المناهج الدراسية. في سنة، تمت إضافة منهج اللسانيات القرآنية إلى المنهج من خلال منح درجة علمية. كما عُرضت دراسات هاري بوتر على المراهقين.
في العام الدراسي 2013-2014، تم تغيير تصميم الكلية إلى المدرسة الثانوية الافتراضية الدولية، حيث تقدم دبلومة AP الدولية والدبلومات المحلية في آسيا والشرق الأوسط والدراسات الكلاسيكية. تم تعليق دراسات هاري بوتر في الكلية منذ فبراير 2014.
يحتاج الطلاب إلى إكمال الدورات الأساسية لمدة عامين، بمعدل ستة فصول دراسية في المجموع. يأخذ الطلاب 30 دورة في العامين الأساسيين بمعدل خمس دورات لكل فصل دراسي، وما لا يقل عن 11 دورة هي دورات AP. يشمل نطاق الدراسة الرياضيات والطبيعة والأدب وعلم الاجتماع والعلوم الإنسانية الدين وغيرها.
يبلغ كل فصل دراسي 20 ساعة من دورات اللغة الأجنبية. في الأساس، تخرج معظم المعلمين الذين يقومون بالتدريس من جامعة أكسفورد وجامعة كاليفورنيا. من السمات الرئيسية للكلية أن الطلاب يتفاعلون مع المعلمين وزملاءعم أثناء الفصل.
في الوقت الحالي، نصف الطلاب من الولايات المتحدة الأمريكية فيما يتشكل النصف الآخر من طلاب دوليين، و35 مدرسًا. في شهري يوليو وأغسطس، تنظم المدرسة جولة لمساعدة الطلاب على التكيف مع العيش المستقل.

## ذوي الاحتياجات الخاصة
في فبراير 2014، افتتحت الكلية مركزًا خاصًا للأشخاص ذوي الاحتياجات الخاصة، مثل الصم والمصابين بالتوحد، وللوصول إلى قائمة جميع الدورات. من المقرر أن تقدم الكلية الطلاب الصم والمكفوفين والمتوحدين إلى امتحان الفرنسي في يونيو 2014.